# ملعب سانتياغو بيوراس
ملعب سانتياغو بيوراس (بالإنجليزية: Estadio Santiago Bueras)‏ هو ملعب كرة قدم يقع في مايبو، تشيلي، يتسع لـ 5,000 متفرج. هو الملعب الرسمي لفريق ديبورتيس ماجلان.

## التاريخ
افتتح الملعب في 1984.